# Microchrysa nova
Microchrysa nova är en tvåvingeart som beskrevs av Giglio-tos 1891. Microchrysa nova ingår i släktet Microchrysa och familjen vapenflugor. Inga underarter finns listade i Catalogue of Life.